# Cadeau nuptial

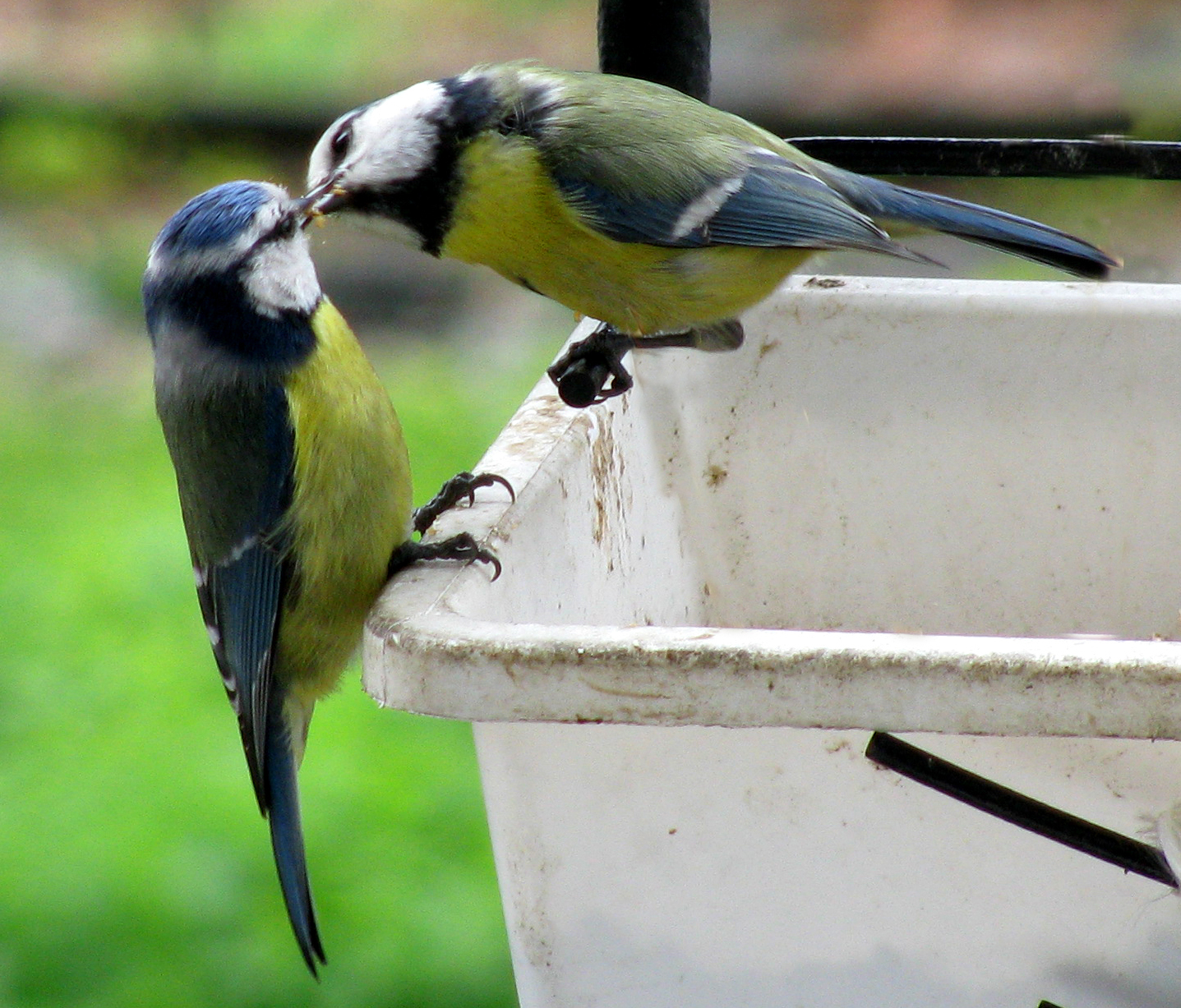
L'offrande chez la mésange bleue.

En éthologie, on désigne sous le nom générique de cadeau nuptial, don nuptial ou d'offrande nuptiale le comportement animal adopté par un mâle qui présente de la nourriture ou des substances nutritives à la femelle pendant qu'il lui fait la cour (en), qu'il s'accouple avec elle voire après la copulation. Ce comportement fait partie des rites nuptiaux de la sélection sexuelle.
Il s'agit d'un ensemble de comportements plus ou moins stéréotypés propres à chaque espèce mais dont les détails peuvent ou non varier d'un individu à l'autre. Cet apport alimentaire peut prendre différentes formes : proies capturées, abandon d'une partie de son corps qui constitue une stratégie adaptative contre le cannibalisme des femelles (par exemple chez certaines araignées ou la mante religieuse), sécrétions du mâle éventuellement liées au transfert de sperme (sauterelles de la famille des Tettigoniidae).
Deux hypothèses sont proposées pour expliquer la fonction adaptative de ces cadeaux : stimulation de la femelle pour prolonger l'accouplement et limiter la compétition spermatique ; investissement parental du mâle qui, en nourrissant la femelle, augmente l'aptitude phénotypique de sa progéniture .